# 2136 Jugta
2136 Jugta eller 1933 OC är en asteroid i huvudbältet, som upptäcktes 24 juli 1933 av den tyske astronomen Karl Wilhelm Reinmuth i Heidelberg. Den har fått sitt namn efter den amerikanske amatörastronomen Jay U. Gunter.
Asteroiden har en diameter på ungefär 18 kilometer och den tillhör asteroidgruppen Eos.